# Ca l'Apotecari (Marçà)
Ca l'Apotecari és una obra de Marçà (Priorat) inclosa a l'Inventari del Patrimoni Arquitectònic de Catalunya.

## Descripció
Edifici de planta rectangular amb jardí posterior, bastit de maçoneria i obra, amb reforç de carreu als angles, arrebossat i pintat, de planta baixa i dos pisos. La façana, simètricament presentada i formalment correcta, té dues portes i una finestra a la planta baixa, tres balcons al primer pis, amb una sola balconada de fosa i dos balconets al segon pis. La porta central amb llinda recta de pedra duu les inicials "R. P." i l'any 1891.

## Història
L'edifici fou construït a la fi del segle passat pel farmacèutic del poble, on despatxada els medicaments. Posteriorment fou objecte de successives transmissions patrimonials. Avui és en venda.